# Puéchabon
Puéchabon je francouzská obec v departementu Hérault v regionu Languedoc-Roussillon. V roce 2011 zde žilo 454 obyvatel.

## Sousední obce
Aniane, Argelliers, La Boissière, Causse-de-la-Selle, Saint-Guilhem-le-Désert

## Vývoj počtu obyvatel
Počet obyvatel